# Radnabenmotor

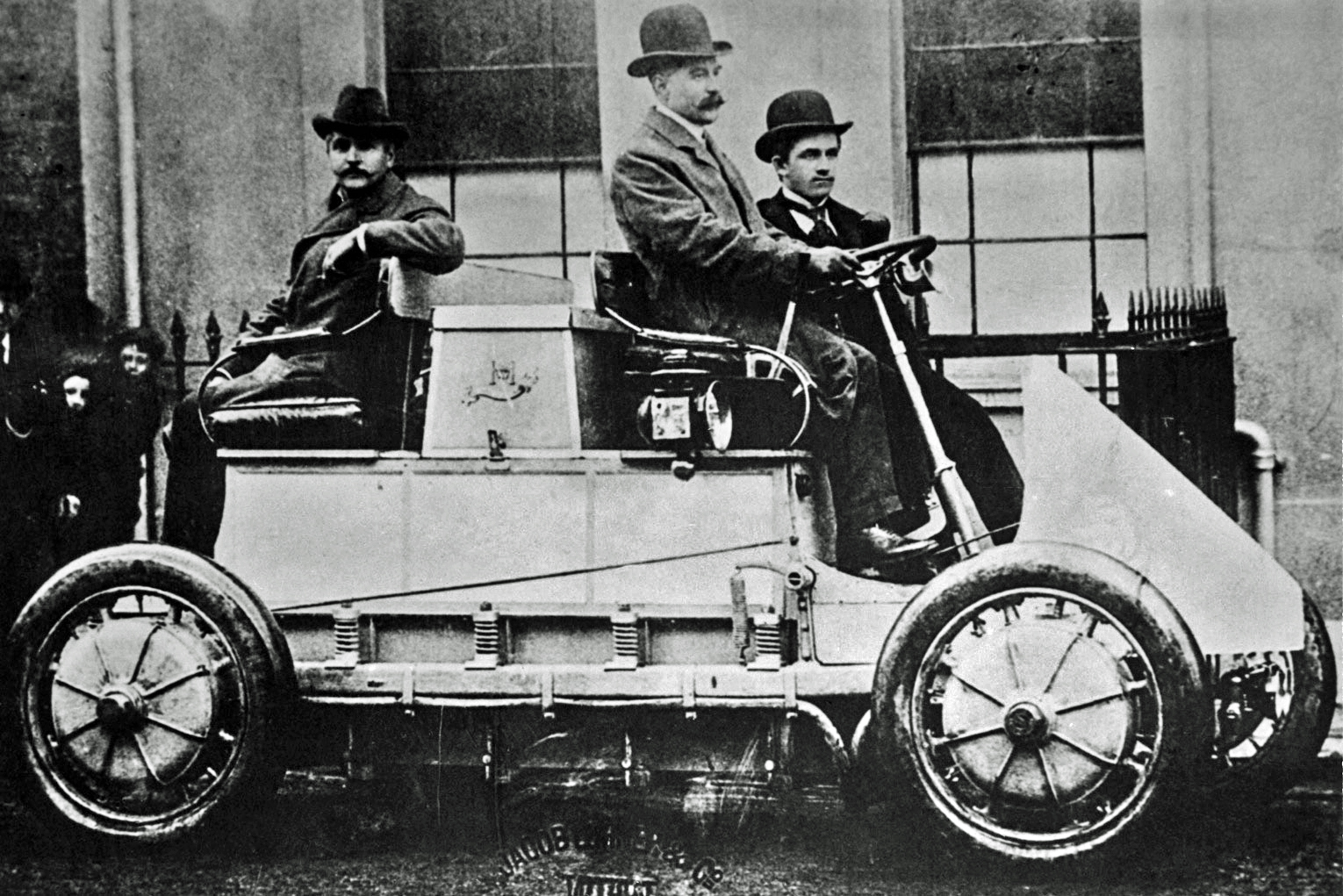
Lohner-Porsche, Rennversion mit Nabenmotor-Allradantrieb

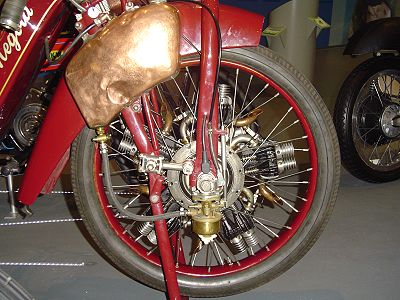
Megola-Motor

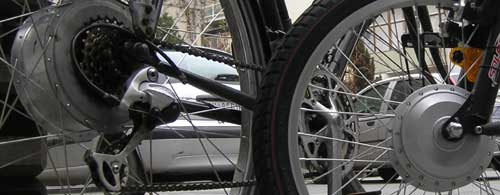
Radnabenelektromotoren für Fahrräder

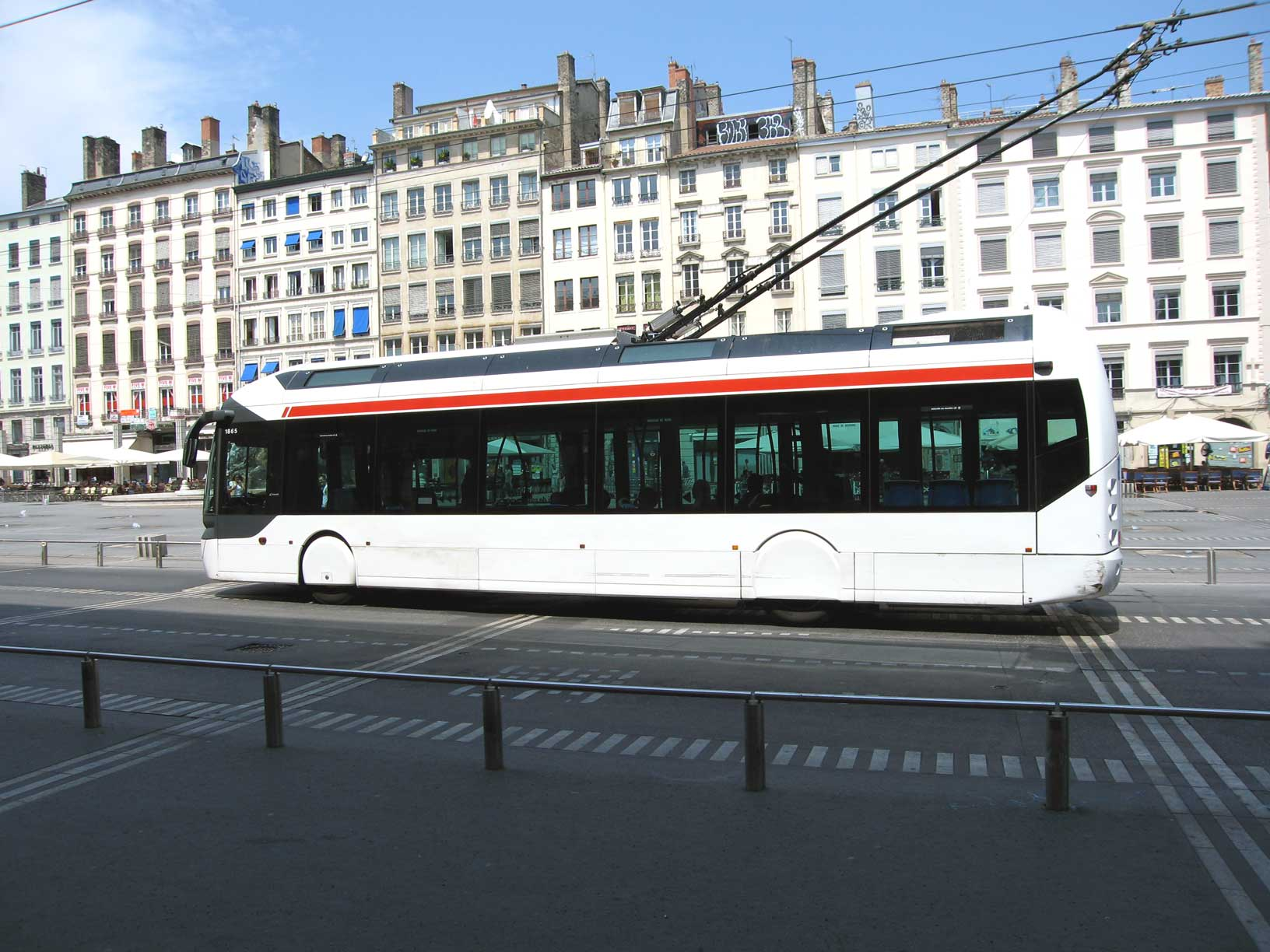
Ein Oberleitungsbus mit Radnabenmotoren in Lyon

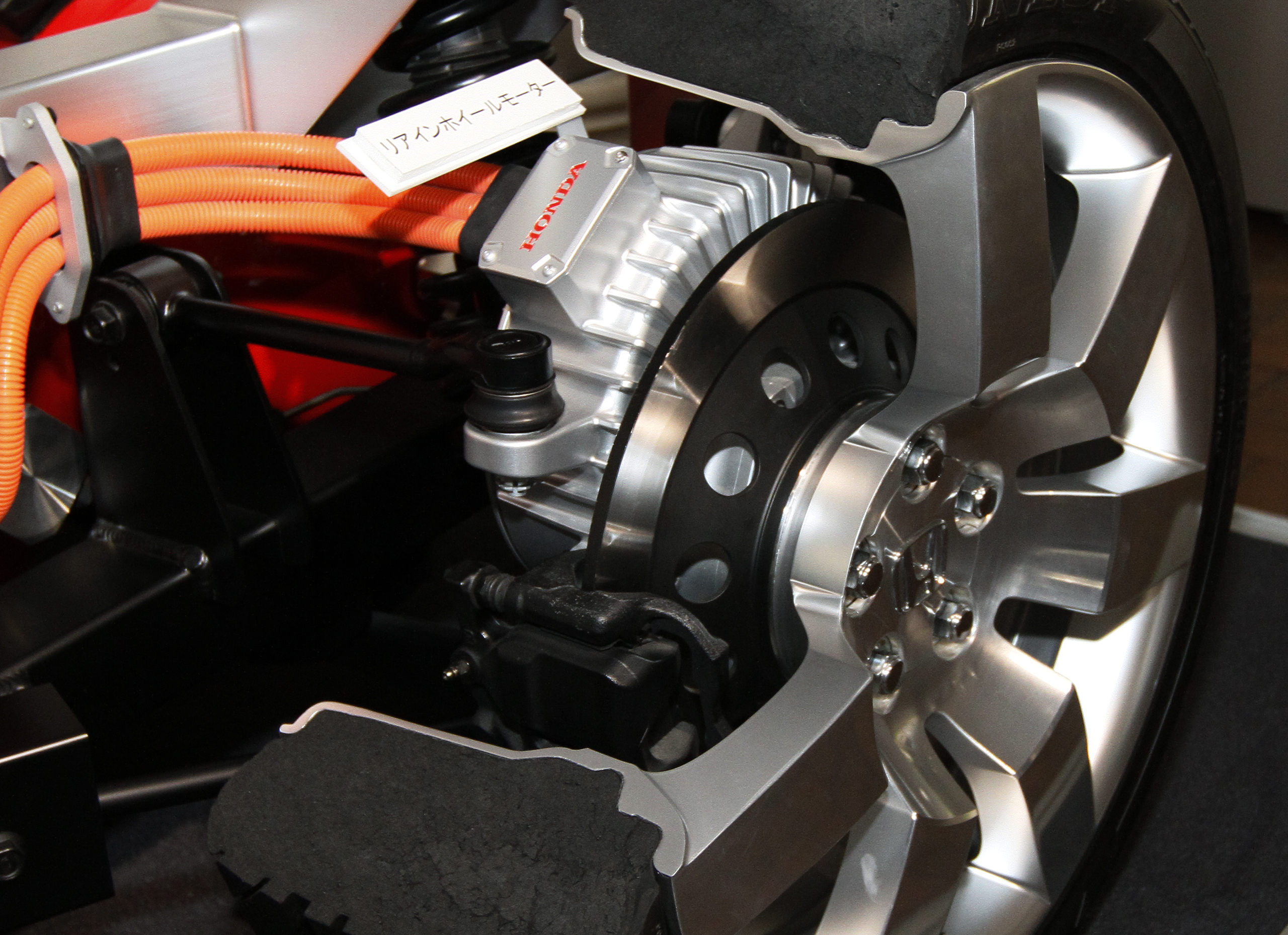
Radnabenmotor eines Honda FCX

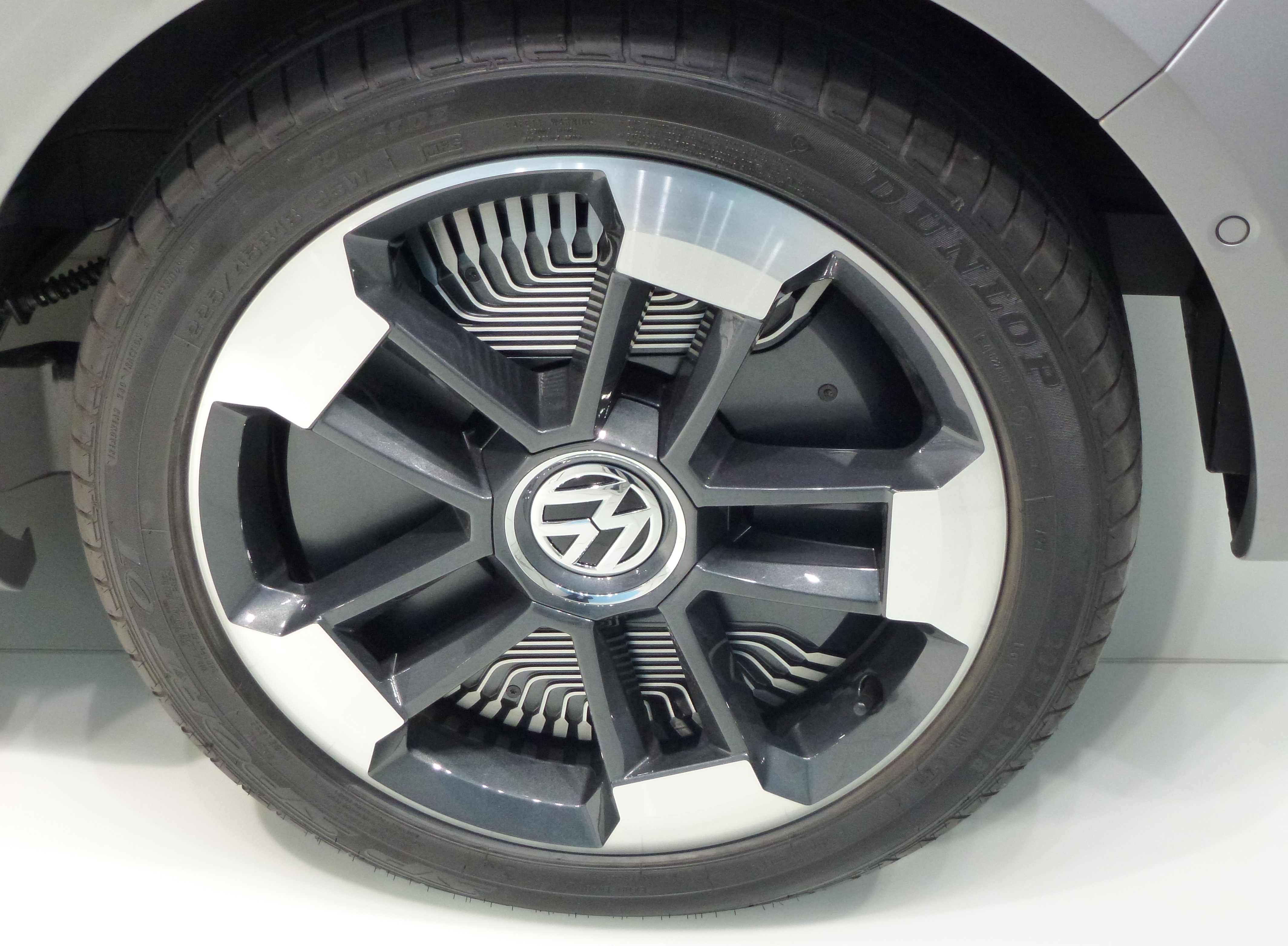
Anwendung im VW-Transporterkonzept eT!

Ein Radnabenmotor ist ein Motor, der direkt in ein Rad eines Fahrzeuges eingebaut ist und gleichzeitig die Radnabe trägt. Ein Teil des Motors überträgt das erzeugte Drehmoment auf das Rad, mit dem er umläuft.
Die meisten Bauformen sind Elektro-Radnabenmotoren, es gab aber auch Verbrennungsmotoren.
Elektrische Radnabenmotoren sind typisch als Außenläufer ausgeführt. Dem Radnabenmotor prinzipiell ähnlich ist der Nabendynamo.
Radnabenmotoren bei Pedelecs und Lastenfahrrädern sind typischerweise permanent erregte Synchronmotoren (bürstenlose, elektronisch kommutierte Motoren, siehe BLDC-Motor).
Für höhere Leistung und höhere Geschwindigkeiten werden umrichtergesteuerte Asynchronmotoren eingesetzt.

## Geschichte
Radnabenmotoren kamen bereits im 19. Jahrhundert in Elektrofahrzeugen zum Einsatz. Schon Ferdinand Porsche rüstete zur Weltausstellung 1900 sein Lohner-Porsche genanntes Elektroauto mit lenkbaren Radnabenmotoren aus. Im 20. Jahrhundert gab es zunächst Versuche mit Hybridantrieben, wobei ein Verbrennungsmotor einen Generator antrieb, der wiederum über Elektromotoren die einzelnen Räder antrieb. Dies funktioniert auch bei Anhängern.
In den 1920er-Jahren gab es mit der Megola auch ein Motorrad mit einem Fünfzylinder-Umlaufmotor als Radnabenantrieb sowie eine Weiterentwicklung, das Killinger & Freund Motorrad.
Lunochod 1, der erste Rover, der 1970 den Mond erreichte, besaß acht einzeln aufgehängte und mit Radnabenmotoren angetriebene Räder aus Titan.
Heute kommen elektrische Radnabenmotoren vor allem bei Straßenbahnen zum Einsatz, weil sie die Realisierung eines möglichst niedrigen Fahrzeugfußbodens erleichtern. An erster Stelle ist in diesem Zusammenhang der Fahrzeugtyp Variobahn zu nennen. Radnabenmotoren mit geringen Leistungen werden oft bei Elektrorollstühlen, Elektromotorrollern und Pedelecs verwendet. Es sind aber auch schon prototypische PKW vorgestellt worden, die mit Hilfe von Radnabenmotoren angetrieben werden. Ferner wird heute der Einsatz von elektrischen Radnabenmotoren in Bugrädern von Flugzeugen erforscht.
Der Motorenhersteller Ziehl-Abegg hat einen Radnabenmotor für Stadtbusse entwickelt, der von mehreren Busherstellern verbaut wird (etwa im Ursus City Smile, einem Stadtbus mit Brennstoffzelle).

## Eigenschaften

### Vorteile
Hauptvorteil von Elektro-Radnabenmotoren in Fahrzeugen ist gegenüber Antriebskonzepten mit einem zentralen Motor der Wegfall des klassischen Antriebsstranges mit den je nach Ausprägung notwendigen Komponenten (Schalt-)Getriebe, Kardanwelle, Differentialgetriebe und Antriebswellen. Da auch deren Übertragungsverluste wegfallen, bieten sich Potenziale zur Wirkungsgradsteigerung des gesamten Antriebssystems. Auch lässt sich bei einem elektrischen Radnabenmotor besser eine Rekuperation (Technik) (Bremsenergierückgewinnung bzw. Nutzbremsung) realisieren. Prinzipbedingt handelt es sich bei Antriebskonzepten mit Radnabenmotoren um Einzelradantriebe, bei denen das vom Elektromotor erzeugte Drehmoment eine Zugkraft am Radaufstandspunkt eines Rades bewirkt. Zwar ist bei einem konventionellen Fahrzeug mit üblicherweise vier Rädern auch ein Antrieb auf nur einem Rad möglich, sinnvoll ist es jedoch, mindestens eine Achse mit dann jeweils einem unabhängig regelbaren Radnabenmotor am linken bzw. rechten Rad zu versehen. Mit Radnabenmotoren sind so andere Fahrzeugkonzepte möglich, die mit einem konventionellen Antriebsstrang aus Platzgründen praktisch nicht realisierbar sind. Da sich der Antrieb direkt im Rad befindet, resultieren geringe Rotationsträgheitsmomente und eine schnellere Regelung des Antriebsmoments (verbesserte Dynamik), welche beispielsweise für Fahrsicherheitssysteme genutzt werden kann.

### Nachteile
Nachteilig wirkt sich der Anstieg der ungefederten Massen aus, woraus hohe dynamische Beanspruchung des Reifens resultiert und das Fahrwerk tendenziell weniger komfortabel wird. Die Radnabenmotoren sind im Vergleich zu Zentralmotoren wesentlich stärker den Umwelteinflüssen (z. B. Spritz- oder Strahlwasser, Staub, salzhaltige Medien) sowie im Rad wirkenden Kräften und Beschleunigungen ausgesetzt. Je nach konstruktiver Ausführung kann zudem Wärme von der mechanischen Bremse in den Antrieb eingetragen werden. Die prinzipbedingt unabhängige Möglichkeit zu Drehmomentstellung und -regelung der einzelnen Räder führt zu erhöhten Anforderungen an die Funktionale Sicherheit der Antriebe bzw. der dazugehörigen Steuergeräte.
Weitere Nachteile:
- keine aktive Kühlung möglich
- für optimalen Betrieb viel zu geringe Drehzahl (Beispiel: Bei einem VW Passat beträgt die Drehzahl der Räder bei 153 km/h gerade mal 1000 rpm, Elektromotoren mit hoher Leistungsdichte arbeiten mit Drehzahlen von 6000 bis 14000 rpm).
- durch die zu geringe Drehzahl und den dadurch notwendigen höheren Strom (bei gleicher Energie) steigen die ohmschen Verluste in den Kabeln und Wicklungen an, was zu geringerer Effizienz führt.
- neben mindestens zwei Elektromotoren ist auch zweifache Leistungselektronik, Steuerung und Verkabelung vonnöten, was Platz und Geld kostet.

## Pkw-Beispielfahrzeuge mit Radnabenmotoren
- 1900 Lohner-Porsche

- 2004 Keio University Eliica

- 2005 Honda FCX Concept 2005

- 2010 Schaeffler-Ideenfahrzeug Schaeffler Hybrid auf Basis eines Opel Corsa

- 2011 „Fraunhofer e-concept car type 0 – Frecc0“ der Fraunhofer-Gesellschaft[4][5]

- 2011 Konzeptfahrzeug Volkswagen eT!

- 2011 Solarfahrzeuge wie der Solarworld GT

- 2013 Konzeptfahrzeug Ford Fiesta mit „E-Wheel Drives“[6], dies war die zweite Generation der Radnabenantriebe des Zulieferers Schaeffler[7]

- 2016 Konzept des Riversimple Urban Car
- 2017 Konzeptfahrzeug Lamborghini Terzo Millennio mit 4 Radnabenmotoren

- Konzeptfahrzeuge mit Hi-Pa Drive der Firma PML Flightlink (bis 2008), dann Protean Electric (ab 2009)
  - 2006 „Mini QED“ mit 4 Radnabenmotoren, serieller Hybrid auf der British Motor Show in London
  - 2007 Volvo C30 ReCharge, Plug-In Hybrid mit 4 Radnabenmotoren
  - 2008 Ford F150 Pick-up Prototyp der auf der 2008 SEMA Show in Las Vegas gezeigt wurde, reines Batteriefahrzeug
  - 2010 Vauxhall Vivaro Plug-In Hybrid
  - 2011 BRABUS Hybrid basierend auf Mercedes-Benz E-Klasse
  - 2011 Brabus High Performance 4WD Full Electric basierend auf Mercedes-Benz E-Klasse, reines Batteriefahrzeug[8]
  - 2015 C-Segment VW Golf Plug-In Hybrid
  - 2020 Lordstown Motors „Endurance“ (Prototyp), E-Pickup mit Radnabenmotoren von Elaphe Propulsion Technologies[9]
  - 2023 NEVS Emily GT[10]